# Джон Стенлі Пласкетт
Джон Стенлі Пласкетт (англ. John Stanley Plaskett; 17 листопада 1865, Хіксон, Онтаріо — 17 жовтня 1941) — канадський астроном.

## Біографія
Закінчив Університет Торонто, працював у ньому до 1903 року. Упродовж 1903—1918 років працював в обсерваторії в Оттаві. За його ініціативою був побудований 72-дюймовий телескоп, який став основним інструментом відкритої в 1918 астрофізичної обсерваторії у Вікторії, яку Пласкетт очолював до 1935 року. Член Канадського королівського товариства і Лондонського королівського товариства (1923).
Основні праці в області зоряної спектроскопії. Протягом багатьох років вів програму визначення променевих швидкостей зірок, результати якої відіграли велику роль у відкритті обертання Галактики і визначенні його параметрів. Виконав велику кількість спектральних досліджень гарячих зірок класів O і B, нових зірок, а також спектрально-подвійних зірок, серед яких виділяється відкриття в 1922 році системи з дуже великою масою, що отримала назву «зоря Пласкетта». Вивчення міжзоряних ліній кальцію в спектрах O-зірок дозволило Пласкетту встановити (1938 рік, спільно з Д. А. Пірсом), що міжзоряний газ бере участь у галактичному обертанні. Займався конструюванням та удосконаленням телескопів і спектрографів обсерваторій США і Канади.
Лауреат Золотої медалі Королівського астрономічного товариства (1930), медалі Кетрін Брюс Тихоокеанського астрономічного товариства (1931), премію Румфорда Американської академії мистецтв і наук (1930), медалі Генрі Дрейпера Національної АН США, медалі Флавеля Канадського королівського товариства (1910).
На його честь названо кратер на Місяці і астероїд № 2905 (астероїд — на честь його і його сина — астронома Гаррі Гемлі Пласкетта).